# Drepanis coccinea
El  'i'iwi (Drepanis coccinea) es una especie de ave paseriforme de la familia Fringillidae endémica de Hawái. Sus poblaciones se estiman en unos 350.000 ejemplares, pero con una tendencia a la baja, seguramente a causa de la malaria aviar. Su plumaje es de un vivo color rojo con alas negras, y presenta un gran pico muy curvado hacia abajo, adaptado a libar néctar. Es uno de los símbolos de este archipiélago polinesio.

## Etimología
Los lingüistas derivan la palabra hawaiana ʻiʻiwi de Proto-Nuclear-Polinesio *kiwi, que en Polinesia central se refiere al zarapito del Pacífico (Numenius tahitiensis), un ave migratoria. El pico largo decurvado del zarapito se parece un poco al del ʻiʻiwi.